# Hubertus Albers
Pour les articles homonymes, voir Albers et Schröder.
Hubertus Albers (27 septembre 1965, Emsdetten, Allemagne) est un comédien allemand connu sous son nom de scène Atze Schröder.